# Горбачовка
Горбачовка (укр. Горбачівка) — село, входит в Згуровскую поселковую общину Броварского района Киевской области Украины. До 2020 года входило в состав Згуровского района.
Население по переписи 2001 года составляло 43 человека. Почтовый индекс — 07752. Телефонный код — 4570. Занимает площадь 0,332 км². Код КОАТУУ — 3221982703.

## Местный совет
07651, Київська обл., Згурівський р-н, с. Право Жовтня, вул. Чкалова, 42а

## История
Горбачевка была приписана к Покровской в Сергеевке в Черниговском облархиве есть исповедная ведомость за 1781 год где упоминается Горбачевка.
Горбачовка обозначена на карте 1868 года.